# Лу Бању (Сасари)
Лу Бању је насеље у Италији у округу Сасари, региону Сардинија.
Према процени из 2011. у насељу је живело 1664 становника. Насеље се налази на надморској висини од 18 м.